# Regering-Lambertz III
De regering-Lambertz III (30 juni 2009 - 26 juni 2014) was een regering van de Duitstalige Gemeenschap, onder leiding van Karl-Heinz Lambertz. De regering bestond uit de drie partijen: SP, PFF en ProDG. Ze volgde de regering-Lambertz II op, na de verkiezingen van 7 juni 2009 en werd opgevolgd door de regering-Paasch I, die gevormd werd na de verkiezingen van 25 mei 2014.

## Verloop

### Meer bevoegdheden
Minister-president Karl-Heinz Lambertz pleitte in zijn regeerverklaring voor meer bevoegdheden en de verdere uitbouw van de autonomie van de Duitstalige gemeenschap. Vooral de bevoegdheden ruimtelijke ordening, stedenbouw en huisvesting moesten volgens hem dringend overgeheveld worden. Daarnaast streefde de regering naar een statuut als volwaardige deelstaat. Ze wilden betrokken worden in toekomstige discussies over staatshervormingen en gingen hiervoor zelf initiatieven nemen en contact opnemen met de federale regering.
Het streven naar meer autonomie leidde uiteindelijk tot wat meer bevoegdheden die werden overgedragen van het Waals Parlement naar het Parlement van de Duitstalige Gemeenschap. De overdracht werd mogelijk gemaakt door het decreet van 28 april 2014 met ingang van 1 januari 2015. Het decreet was een aanvulling op dat van 27 mei 2004:
- De samenstelling, de organisatie, de bevoegdheid en de werking van de gemeentelijke instellingen;
- De verkiezing van de gemeentelijke en binnengemeentelijke organen, inclusief de controle van de verkiezingsuitgaven;
- De tuchtregeling van burgemeesters;
- De gemeenteverenigingen met een doel van publiek nut, die enkel bestaan uit Duitstalige gemeenten;
- De voorwaarden en de wijze waaronder de binnengemeentelijke organen, bedoeld in artikel 41 van de Grondwet (zoals de districten van Antwerpen), kunnen worden opgericht.

### Besparingen
Tegen 2015 wilde de regering een begroting in evenwicht bereiken met zware besparingsmaatregelen. Ook de ministers wilde hier aan bijdragen in de vorm van een loonsvermindering van twee procent voor zichzelf. De Duitstalige regering engageerde zich om de werkingskosten van het regeringsapparaat met tien procent te verminderen. Met de loonsvermindering deden de ministers ook een duit in het zakje.

## Samenstelling[3]
| Ambtsbekleder | Ambtsbekleder | Ambtsbekleder              | Ministerie | Partij |
| ------------- | ------------- | -------------------------- | --- | ------ |
|               |               | Karl-Heinz Lambertz (1952) | Minister-president en minister Lokale Besturen, Personeelsaangelegenheden, Economie, Buitenlandse Betrekkingen en Financiën | SP     |
|               |               | Oliver Paasch (1971)       | Minister Onderwijs, Middenstandsopleiding en Tewerkstelling                                                                 | ProDG  |
|               |               | Isabelle Weykmans (1979)   | Minister Cultuur, Toerisme, Media, Duurzame Ontwikkeling en Gemeenschapsinfrastructuur                                      | PFF    |
|               |               | Harald Mollers (1977)      | Minister Sociaal Beleid | ProDG  |

Fagnoul · 
Maraite I · 
Maraite II · 
Maraite III · 
Lambertz I · 
Lambertz II · 
Lambertz III ·
Paasch I · 
Paasch II · 
Paasch III